# Casato di Greifen
Il casato di Greifen, polacco (Gryfici in lingua polacca), è quello dei duchi che dominarono dal XII fino a parte del XVII secolo la Pomerania. La denominazione trae origine dal mitologico Grifone (gryf in polacco, Greif in tedesco), eretto ed urlante, presente nell'arme del casato, che comparve per la prima volta nel sigillo del duca Casimiro I di Pomerania negli anni 1190. Usato all'inizio solo come emblema di battaglia, la dinastia trasformò in Greifen il proprio nome solo dal XV secolo.

## Storia
Il primo esponente accertato della dinastia è Vartislao I. Egli dovette, come duca di Stettino, sottomettersi nel 1121 al duca polacco Boleslao III di Polonia, ma negli anni successivi estese i suoi domini a ovest oltre il fiume Oder fino al fiume Peene, probabilmente anche con l'aiuto polacco.
Durante il suo regno il vescovo Ottone di Bamberga intraprese due viaggi di missione nella Pomerania. Il primo lo condusse nell'originario territorio di Vartislao I, a est dell'Oder. Ottone intraprese il suo secondo viaggio missionario nel 1128 con il sostegno germanico e condusse la sua opera di missione questa volta nei territori sottomessi da Vartislao I a ovest dell'Oder. Lo stesso Vartislao I fu successivamente assassinato da un pagano venedo.
Il fratello di Vartislao, Ratibor I, capostipite dei Ratiboridi, una linea collaterale dei Greifen, che assunse la reggenza in nome degli ancor minorenni figli di Vartislao, fece erigere nelle vicinanze del luogo ove fu assassinato il fratello il primo convento della Pomerania, l'Abbazia di Stolpe, sulla riva del fiume Peene, poco a ovest di Anklam.
I successori di Vartislao erano tenuti sotto pressione da Enrico il Leone e dai danesi. Nel 1164, dopo la sconfitta di Verchen, i Greifen divennero feudatari di Enrico il Leone. Nel 1181 l'imperatore Federico I infeudò la Pomerania a Boghislao I come dux slavorum. Pochi anni dopo tuttavia, Boghislao I, dato che non aveva ricevuto alcun aiuto come feudatario dell'imperatore, dovette sottomettersi nel 1185 come vassallo al re dei danesi e degli slavi, Canuto VI di Danimarca. Dal 1227, anno della battaglia di Bornhöved, i Greifen si sottomisero nuovamente all'imperatore.

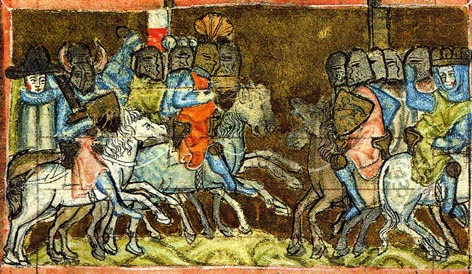
La battaglia di Bornhoeved

Un successore di Ratibor, al contrario, regnò come principe in un piccolo territorio della Pomerania Orientale, indicato allora come Land Schlawe o come Signoria di Schlawe-Stolp.
Con Ratibor II (morto prima del 1227) si estinse il ramo collaterale dei Ratiboridi.
Vi fu quindi una lotta per l'eredità della Signoria di Schlawe-Stolp fra, da una parte, la linea principale del casato dei Greifen, che regnava sul confine occidentale, e dall'altra la dinastia dei Samboridi, che regnava a est nella Pomerelia.
Dalla fine del XII secolo, con una breve parentesi fra il 1185 ed il 1227, il territorio dei Greifen era legato all'Impero.
Il feudo reclamato dal Brandeburgo (confermato dall'imperatore Federico II) rimase controverso. Però in quel tempo andarono perdute numerose terre a ovest e a sud, fra le altre la Circipania, lo Stargard e gran parte dello Uckermark, così come parte del Neumark. Il vescovado di Cammin originariamente probabilmente corrispondente al territorio dei Greifen, si estese ampiamente entro il Brandeburgo e il Meclemburgo.
L'ampliamento delle zone di diritto tedesco fu promosso particolarmente dal duca Barnim I di Pomerania. Dal 1220/1230, ma in particolare nell'ultimo trentennio del XIII secolo a seguito delle sconfitte danesi, si riversò un numero sempre maggiore di coloni nelle terre incolte. Tra il 1250 e il 1350 fu fondata la maggior parte di città di diritto tedesco, la maggior parte seguenti il Diritto di Lubecca o il Diritto di Magdeburgo. Nel 1295 si ebbe una divisione del casato in due rami: quello di Stettino e quello di Wolgast. Quest'ultimo ottenne la signoria di Schlawe-Stolp nel 1317 e il Principato di Rügen nel 1325.
Fra i membri del casato del XIV secolo emerse Barnim III di Pomerania-Stettino. Egli fu dal 1348 in stretti rapporti con l'imperatore Carlo IV, che infeudò i duchi del casato di entrambi i rami dei ducati di Pomerania e Rügen, quali diretti intermediari dell'impero e che nel 1363 sposò in quarte nozze Elisabetta di Pomerania, una delle figlie di Boghislao V di Pomerania: da questo matrimonio nacque il futuro imperatore Sigismondo. Il suo zio Barnim V partecipò nel 1410, dalla parte dei Cavalieri Teutonici, alla battaglia di Tannenberg contro il Regno di Polonia e il suo alleato Granducato di Lituania, rimanendo prigioniero dei polacchi.
Grazie allo stretto sostegno dinastico dei duchi di Stettino al Brandeburgo, presso i primi si trovano frequentemente, fra il XIV ed il XV secolo, nomi tedeschi, come ad esempio fra i cugini di Wolgast: Ottone II di Pomerania (Otto), Gioacchino I di Pomerania detto il Vecchio (Joachim der Älteren), Gioacchino II di Pomerania detto il Giovane (Joachim der Jüngeren) e Ottone III di Pomerania.
Dal 1372 il ducato di Wolgast si divise in due rami, quello della Pomerania anteriore e quello della Pomerania posteriore. I duchi del secondo ramo (con sede a Stolp e Rügenwalde) si trovarono coinvolti nelle lotte fra la Polonia e i Cavalieri Teutonici (così sotto Boghislao VIII di Pomerania ed Eric II di Pomerania-Wolgast).

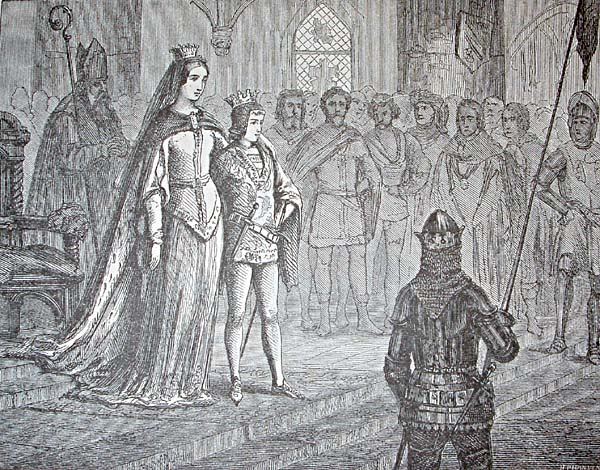
Eric VII di Danimarca, come successore della regina Margherita I viene accettato nella Unione dei regni del nord.

Tra il 1455 e il 1466 essi entrarono in possesso dei territori di Lauenburg e Bütow (vedi anche gli omonimi circondari).
Tra i Greifen della Pomerania posteriore è degno di nota Eric di Pomerania, che dal 1397 al 1439 fu re di Norvegia, Svezia e Danimarca con il nome di Eric VII (vedi anche Unione di Kalmar). Dopo la sua deposizione dal trono nordico e la cacciata dall'isola di Gotland, Erich tornò a Rügenwalde dov'era nato e dove morì nel 1459 e vi venne sepolto. Per la sua eredità si accese una lite fra i duchi del ramo di Wolgast e l'ultimo duca di Pomerania-Stettino, Ottone III.
I duchi della Pomerania Anteriore spartirono ulteriormente il loro territorio in Barth-Rügen e Wolgast. Ad essi apparteneva Vartislao IX († 1457), che come signore del territorio fondò l'Università di Greifswald nel 1456.
Il tentativo brandeburghese di stabilirsi in questo territorio, dopo l'estinzione del ramo dei Greifen di Stettino, avvenuta nel 1464 con la morte di Ottone III, fallì.
Da un punto di vista araldico è da notare la minacciata deviazione della dinastia nel XV secolo, per cui i duchi di Wolgast in quel tempo trasformarono la loro arma dal grifone rosso a uno nero.
Nel 1529 il Brandeburgo riconobbe la diretta dipendenza della Pomerania dall'impero con il trattato di Grimnitz, con la riserva però che in futuro, in caso di estinzione del casato dei Greifen, la successione della signoria sulla Pomerania sarebbe toccata al Brandeburgo.

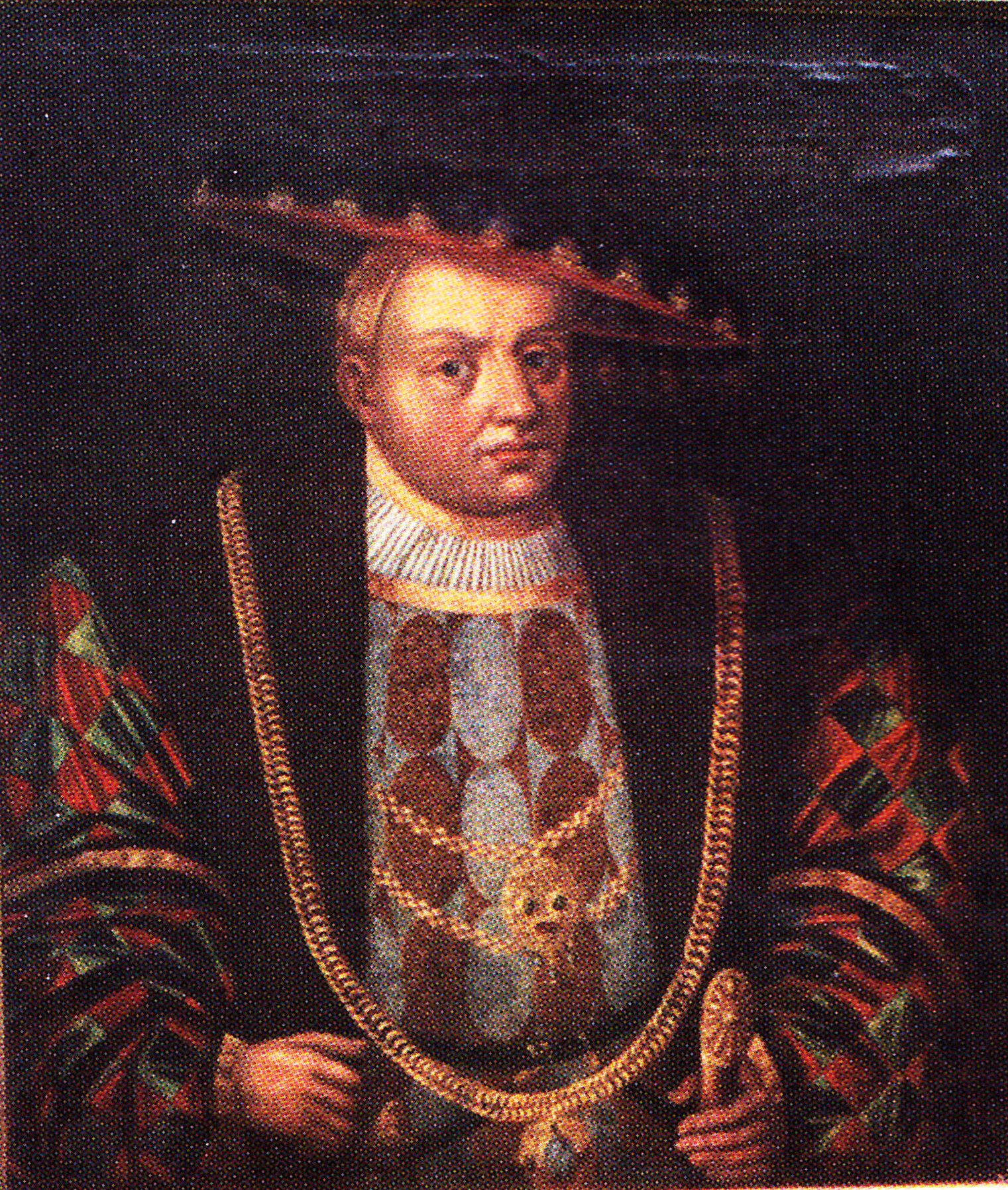
La maggior prosperità ed affermazione di potere della Pomerania sotto Boghislao il Grande, duca di Pomerania.

Il duca Boghislao X (1454-1523), il più significativo dei Greifen, riunì sotto di sé nel 1478 tutti i territori della Pomerania che dal 1295 erano stati spartiti fra i successivi rami del casato, che egli risistemò sotto un unico stato territoriale. I suoi figli, Giorgio I e Barnim IX regnarono insieme, preparando però una nuova spartizione del territorio. Questa ebbe luogo solo alla morte di Giorgio I, avvenuta nel 1532, fra il figlio sedicenne di quest'ultimo Filippo e Barnim IX. Essi suddivisero la signoria fra il territorio a ovest del fiume Oder, detta di Wolgast, che includeva anche la città di Stettino, e quello a est del fiume; tuttavia questa suddivisione durò solo nove anni, poiché nel 1541 essa venne definitivamente compiuta e fu confermata con leggere modifiche, apportate dai successori del casato ducale nel 1569.
Nel 1534 i duchi, con l'assemblea di Treptow sul Rega, aderirono alla riforma protestante. Essi entrarono nella Lega di Smalcalda e nel 1536 il matrimonio celebrato tra Filippo I di Pomerania e Maria di Sassonia, figlia del Principe elettore Giovanni di Sassonia rafforzò i rapporti della Pomerania con la potenza guida protestante nell'impero. Nel 1556 i Greifen subentrarono anche nel vescovato di Cammin, che divenne quasi una secondogenitura del casato.
Poiché Barnim IX rimase privo di eredi maschi, i figli di Filippo I subentrarono dal 1569 nella signoria dei tre territori. Il più anziano dei tre, Giovanni Federico, regnò su Stettino, il terzo figlio, Ernesto Ludovico, dopo la rinuncia del fratello maggiore, Boghislao XIII, regnò su Wolgast. Il più giovane dei figli, Casimiro subentrò quando raggiunse la maggior età dal 1574. Gli altri due fratelli di Boghislao XIII e Barnim X ricevettero anch'essi dalla volontaria rinuncia alla signoria del prozio Barnim IX, un appannaggio in forma di numerosi incarichi nella conduzione del territorio.
Tra i fratelli solo Boghislao XIII ed Ernesto Ludovico ebbero eredi. Mentre l'unico figlio di Ernesto, Filippo Giulio di Pomerania, dopo la morte del padre avvenuta nel 1592 gli successe al raggiungimento della maggiore età nel 1601 alla guida della signoria di Wolgast, subentrarono nella signoria di Stettino prima Boghislao XIII nel 1603 e dopo di lui il figlio maggiore Filippo II di Pomerania.
Nel vescovato di Cammin, già dal 1602 il secondo figlio di Boghislao XIII, Francesco I di Pomerania, aveva assunto la signoria dopo la rinuncia volontaria dello zio Casimiro VI. Nel 1618 Francesco subentrò anche nella signoria di Stettino e passò il vescovato al fratello minore Ulrico. Dopo il decesso di Francesco 1620 e di quello di Ulrico (1622), subentrò nella guida di entrambi i territori l'unico fratello rimasto, Boghislao XIV. Nel 1625 egli successe anche al nipote Filippo Giulio a Wolgast, così egli riunì nuovamente la signoria dell'intera Pomerania nelle sue mani.
Poiché Boghislao XIV non ebbe eredi maschi e, per quanto riguarda gli altri rami del casato ed altre discendenze della dinastia, i membri dell'alleanza non li accettavano, questa si estinse con la morte di Boghislao XIV nel 1637. Con essa finì anche l'indipendenza della Pomerania, che con la pace di Vestfalia del 1648 e il successivo e conseguente Trattato di Stettino, fu spartita fra il Brandeburgo e la Svezia.